# نبرد ناگاشینو
نبرد ناگاشینو یا نبرد ناگاشی (به ژاپنی: 長篠の戦い، Nagashino no Tatakai) نبردی بود که در سال ۱۵۷۵ میلادی مابین نیروهای متحد اودا نوبوناگا و توکوگاوا ایه‌یاسو و از سوی دیگر تاکدا کاتسویوری (پسر و جانشین تاکدا شینگن) درگرفت.

## زمینه
در سال ۱۵۶۲ و دو سال بعد از نبرد اوکه‌هازاما ایه‌یاسو و نوبوناگا، قرارداد وحدتی به نام «اتحاد کیوسو» امضا کردند. در سال ۱۵۶۸، آشی‌کاگا یوشی‌آکی برادر شوگان سیزدهم آشی‌کاگا یوشی‌ترو (زمان حکمرانی ۱۵۶۵–۱۵۴۶) نزد نوبوناگا رفت و درخواست کرد که به کیوتو لشکرکشی کند. یوشی‌آکی با کمک نوبوناگا قصد داشت که انتقام خون برادرش را از قاتلان او و همچنین جانشین او شوگون چهاردهم بگیرد. نوبوناگا توافق کرد که یوشی‌آکی را به عنوان شوگان جدید منصوب کند و قصد او این بود که از این فرصت برای ورود به پایتخت آن زمان کیوتو، استفاده کند. او پس از ورود به کیوتو، یوشی‌آکی را به عنوان شوگون پانزدهم بر مقام شوگونی نشاند اما بعد از مدتی دریافت که یوشی‌آکی قصد برانداختن او را دارد. مرگ تاکدا شینگن (۱۳ مه ۱۵۷۳) برای نوبوناگا فرصت خوبی بود، چرا که او پس از آن توانست بر روی شکست آشی‌کاگا یوشی‌آکی تمرکز کند، که آشکارا خصومت خود را اعلام کرده بود. در سال ۱۵۷۳ نوبوناگا قادر به شکست دادن نیروهای یوشی‌آکی شد و او را از کیوتو تبعید کرد. بدین ترتیب او بعد از حدود ۲۴۰ سال به حکمرانی شوگون‌سالاری آشی‌کاگا پایان داد.

## ورود تفنگ به ژاپن
ورود تفنگ به ژاپن برای اولین بار در دوره موروماچی و در سال ۱۵۴۳ بود. در این سال در جزیرهٔ تانه‌گاشیما واقع در کیوشو یک کشتی پرتغالی که گرفتار توفان شده و راه خود را گم کرده بود پهلو گرفت و عده‌ای از اتباع کشور پرتغال برای اولین بار تفنگ را به ژاپن آوردند. یکی از دایمیوها تفنگ را به شوگون سیزدهم آشیکاگا یوشیترو (۱۵۳۶–۱۵۶۵ میلادی) معرفی کرد. یوشیترو دستور داد که در ولایت اومی در محلی به نام «کونی‌تومومورا» تفنگ ساخته شود. ولایت اومی در آن زمان جزو املاک خاندان آزای بود. در سال ۱۵۷۳
خاندان آزای توسط اودا نوبوناگا از بین رفت و شمال ولایت اومی و کارخانهٔ ساخت تفنگ به تملک متحد نوبوناگا یعنی تویوتومی هیده یوشی درآمد.

## نحوه نبرد
پس از مرگ تاکدا شینگن در (۱۳ مه ۱۵۷۳) پسرش تاکدا کاتسویوری وارث و رهبر خاندان تاکدا شد. در سال ۱۵۷۵ کاتسویوری با حدود ۱۵٬۰۰۰ سرباز، قلعه ناگاشینو متعلق به خاندان توکوگاوا در ولایت میکاوا را محاصره کرد. با اتمام مواد غذایی در داخل قلعه ایه‌یاسو بالاخره از اودا نوبوناگا تقاضای کمک کرد. نوبوناگا در دشت نزدیک به قلعه ناگاشینو تعداد زیادی حصار با چوب درست کرد. سپس سربازان او به سربازان کاتسویوری که قلعه را در محاصره داشتند حمله کردند و به سوی دشت گریختند و در پشت حصارها جای گرفتند و وقتی سربازان کاتسویوری که به تعقیب آن‌ها برآمده بودند به محل رسیدند تیراندازی با تفنگ را آغاز کرده و تلفات بسیار سنگینی به سپاه کاتسویوری وارد کردند. در این حمله تنها ۳۰۰۰ نفر از سپاه کاتسویوری زنده باقی ماندند. پس از این نبرد بود که برای اولین بار قدرت تفنگ شناخته شد و در نبردهای پس از آن به عنوان سلاح مورد استفاده وسیع قرار گرفت.

## بعد از نبرد
در طی این نبرد بسیاری از فرماندهان سپاه خاندان تاکدا جان خود را از دست دادند. تاکدا کاتسویوری مجبور شد که با دشمن دیرینهٔ پدرش اوئسوگی کنشین پیمان اتحاد ببندد. از طرف دیگر در سال ۱۵۷۷ توسط یک ازدواج سیاسی با هوجوفوجین کوشش کرد تا با خاندان هوجو متحد شود اما بخاطر اختلاف بر سر جایگزینی کنشین تلاش او برای وحدت با این خاندان با شکست مواجه شد و خاندان هوجو به صورت دشمن خاندان او درآمدند. تاکدا کاتسویوری پس از نبرد تنموکوزان و محاصره قلعه‌اش توسط سپاه اودا-توکوگاوا پس از آتش زدن قلعه به کوهستان گریخت اما با خیانت یکی از ژنرال‌هایش به نام اویامادا نوبوشیگه راه فرار بر او بسته شد و ناچار به همراه پسر ارشد و همسرش هوجوفوجین دست به خودکشی زد.